# Thelotrema pseudosubtile
Thelotrema pseudosubtile är en lavart som beskrevs av Mangold. Thelotrema pseudosubtile ingår i släktet Thelotrema och familjen Graphidaceae.   Inga underarter finns listade i Catalogue of Life.